# Agellid
Agellid (au pluriel igelliden ou igeldan), parfois françisé aguellid, est un nom masculin berbère qui signifie « roi ». L'équivalent féminin « reine » se dit tagellidt ou tagellitt (au pluriel tigellidin). 